# Landgrebe (Automobilhersteller)
Das Unternehmen C. O. Landgrebe Automobilbau von Carl Otto Landgrebe war ein deutscher Automobilhersteller.

## Beschreibung
Das Unternehmen hatte seinen Sitz in Dresden. Die Produktion fand zwischen 1921 und 1924 statt.
Das einzige Modell war ein Kleinwagen, wahlweise mit zwei oder vier Sitzplätzen. Es war ein Dreirad mit vorderem Einzelrad. Der Wagen war mit einem Einzylinder-Zweitaktmotor ausgestattet, der über dem einzelnen Vorderrad montiert war und das Vorderrad über eine Welle antrieb. Dieses System ließ sich Landgrebe patentieren.
Genannt werden Lastwagen, Zugwagen, Personenkraftwagen mit vier Sitzen, Kraftdroschken mit vier Sitzen, zweisitzige Sportwagen und Lieferwagen. Es ist unklar, ob alle diese Typen tatsächlich hergestellt wurden.
Carl Otto Landgrebe hatte Verbindungen zu Walmobil und Universelle-Werke Dresden.